# Denis Law
Denis Law (Aberdeen, 24 de fevereiro de 1940 – Aberdeen, 17 de janeiro de 2025) foi um futebolista escocês que atuou como atacante, considerado o melhor da história de sua nação. Era conhecido pelos rápidos reflexos, oportunismo, controle de bola, bom jogo aéreo e velocidade, que o tornavam difícil de ser desarmado.
É o segundo maior artilheiro geral que o Manchester United teve no século XX, acumulando 237 gols, apenas doze a menos que o recordista Bobby Charlton, além de terceiro considerando-se apenas jogos do Campeonato Inglês (171, abaixo dos dos 199 de Charlton e também dos 182 de Jack Rowley); bem como o maior artilheiro da Seleção Escocesa junto a Kenny Dalglish — ambos com 30 gols. Dalglish, contudo, marcou-os ao longo de 102 partidas e Law, em 55.
Possui duas estátuas no estádio de Old Trafford: a mais famosa, na área externa, em imagem conjunta ao do próprio Charlton e George Best, denominada "Santíssima Trindade" pelo trio que formavam nos recorrentes títulos que o United obteve na década de 1960 — notadamente a primeira Liga dos Campeões da UEFA do clube, no que também foi a primeira conquista do futebol inglês nessa competição. Law também possui estátua no setor de Stretford End.
À altura de sua morte em 2025, Law seguia sendo o único escocês contemplado com a Bola de Ouro de melhor jogador europeu, pela edição de 1964, ocasião que também fez dele o primeiro jogador do United a ser agraciado com essa premiação da revista France Football. No dérbi de Manchester, ele foi personagem histórico também pelo rival Manchester City, pelo gol de calcanhar em duelo de 1974 que, vencido pelo City, encerrou-se com o último rebaixamento sofrido pelo United.

## Carreira

### Início
Filho do casal George e Rubina Law, tinha seis irmãos em família humilde de pescadores, sequer tendo par de sapatos até os 12 anos de idade, ao passo que as primeiras chuteiras foram presentadas por um vizinho. Amante de futebol a ponto de escolher uma escola ao invés de outra por uma ter sua própria equipe de futebolistas ao passo que na outra praticava-se apenas rugby, terminou prospectado em sua própria cidade natal de Aberdeen pelo time inglês do Huddersfield Town; foi ao chamar a atenção de um emissário desse clube, em meio a uma seletiva com outros 22 jovens locais.
O físico bastante magro e a necessidade de usar óculos contribuíram para descrença a respeito dele quando foi a Huddersfield testar-se, ao fim de onze horas de viagem ferroviária e de também causar dificuldades em fazer-se entender pelo carregado sotaque escocês. Uma vez em campo, foi aprovado imediatamente, ainda que sob necessidade de buscar corrigir cirurgicamente o problema ocular de estrabismo. Foi promovido ao time principal por Bill Shankly, futuramente treinador lendário no Liverpool. Shankly conduzia no Huddersfield um processo de renovação a um clube que havia recentemente voltado à segunda divisão pouco tempo após ter sido terceiro colocado na primeira, e a estreia de Law, em dezembro de 1956, fez parte dessa remodelação. Na época, tornou-se o mais jovem estrante do clube.
Embora considerado promissor a ponto de rapidamente receber uma oferta inicial (de 10 mil libras esterlinas) do Manchester United e fosse desejado por Shankly quando este chegara ao Liverpool (em negócio inviabilizado pela precariedade financeira então atravessada pelos Reds), Law também chegou a ter descartada uma transferência ao Leicester por não sair-se bem nos dois jogos em que foi observado pessoalmente pelo então treinador dos Foxes. Também precisou sujeitar-se a uma primeira cirurgia no joelho, embora já em 1958 pudesse estrear pela Seleção Escocesa.
Em 1960, foi negociado por 55 mil libras com o Manchester City (então um recorde) e fez relativo sucesso individual, a ponto de ser novamente requisitado por Liverpool e Manchester United. Seu principal momento foram seis gols em vitória sobre o Luton Town pela Copa da Inglaterra, que acabaram todos invalidados: a partida precisou ser abandonada a vinte minutos do fim e foi repetida desde o minuto zero, com vitória do adversário.
O City acabou negociando-o com o Torino, em contexto de forte prospecção do futebol italiano a jogadores britânicos (especialmente a partir do êxito de John Charles), sob intermédio de empresário dividido entre os dois países, Gigi Peronace.
Law despertara interesse especial do calcio após amistoso em Milão por uma seleção do campeonato inglês, em partida na qual marcou um gol. Aceitou a oferta ao impressionar-se com o estilo de vida luxuoso dos futebolistas que jogavam na Itália em comparação à austeridade da profissão no Reino Unido, embora polemizasse diante de acusação da Internazionale de que teria acertado pré-contratado com ela. Desacostumado ao estilo defensivista generalizado, veio a marcar apenas dez gols em 27 partidas pelo Toro, principalmente nas primeiras partidas. Ele gradualmente começou a descontentar-se com os paparazzi e com a remuneração fixa relativamente baixa, robustecida apenas em caso de vitórias. O escocês, em paralelo, reconheceria que aproveitou-se excessivamente de "vinhos e mulheres".
Uma decadência começou a ser mais visível a partir de janeiro de 1962, após Law ter sofrido - como passageiro - um acidente de carro atribuído à embriaguez de todos. Ainda assim, Law colhia sucesso com a torcida granata e tinha exibições consideradas razoáveis: os dez gols bastaram para que terminasse como artilheiro do elenco e ele, mesmo que aquém do esperado, foi eleito o melhor estrangeiro da temporada 1961-62 da Serie A, bem como desejado pela rival Juventus. O estopim para a saída de Law foi sua revolta com a inusitada atitude o próprio treinador Benjamín Santos em pedir sua expulsão à arbitragem em duelo contra o Napoli, em retaliação por descumprir orientação na cobrança de lateral. Já descontente com a esfera extracampo, acertou com o Manchester United, regressando a Manchester para forçar a negociação, diante de cláusula contratual que permitira sua venda a outra equipe italiana (chegando-se de fato a haver acerto verbal entre Torino e Juventus) mesmo sem anuência do jogador.

### Auge no Manchester United

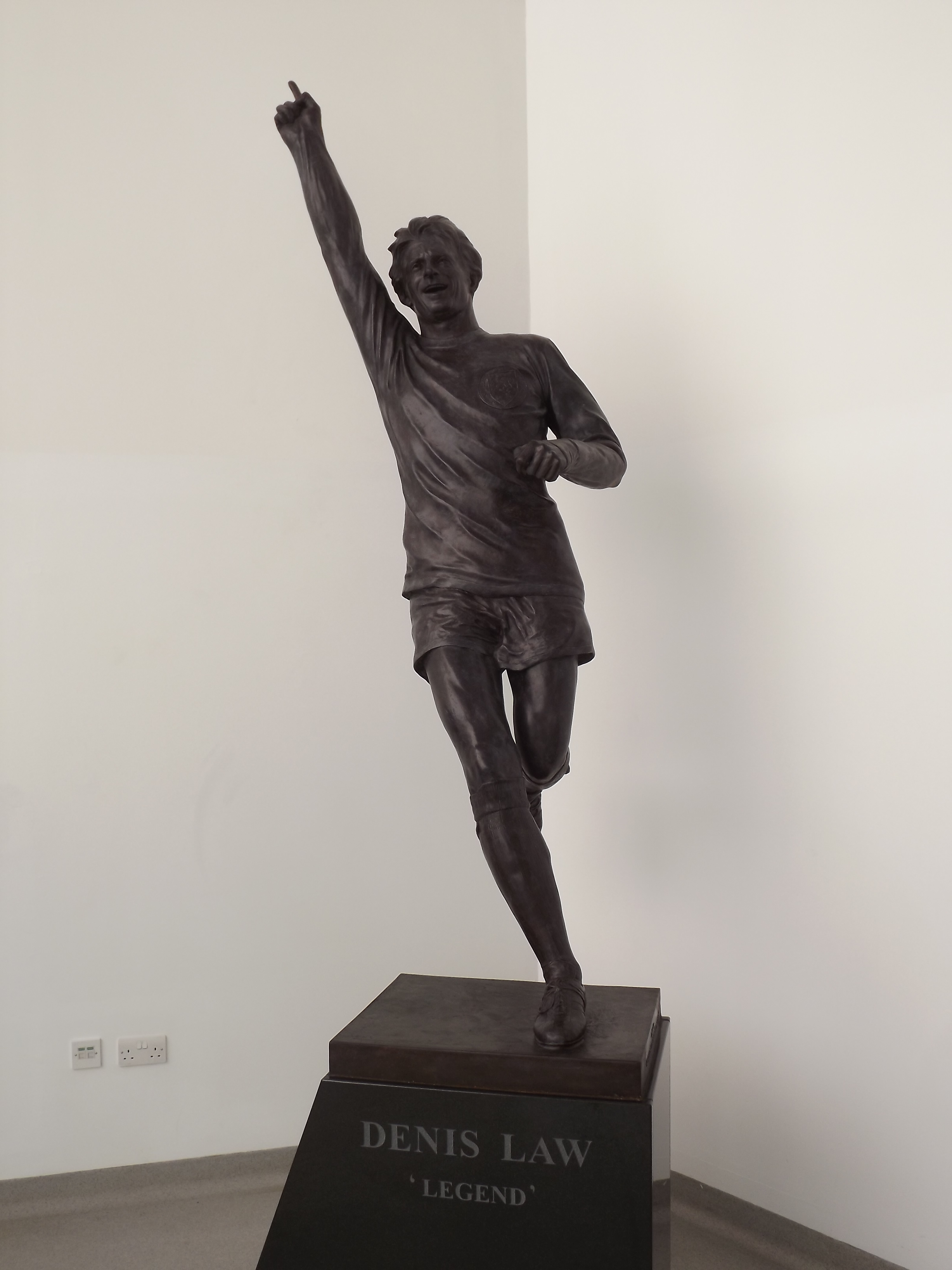
Estátua no setor de Stretford End no estádio Old Trafford

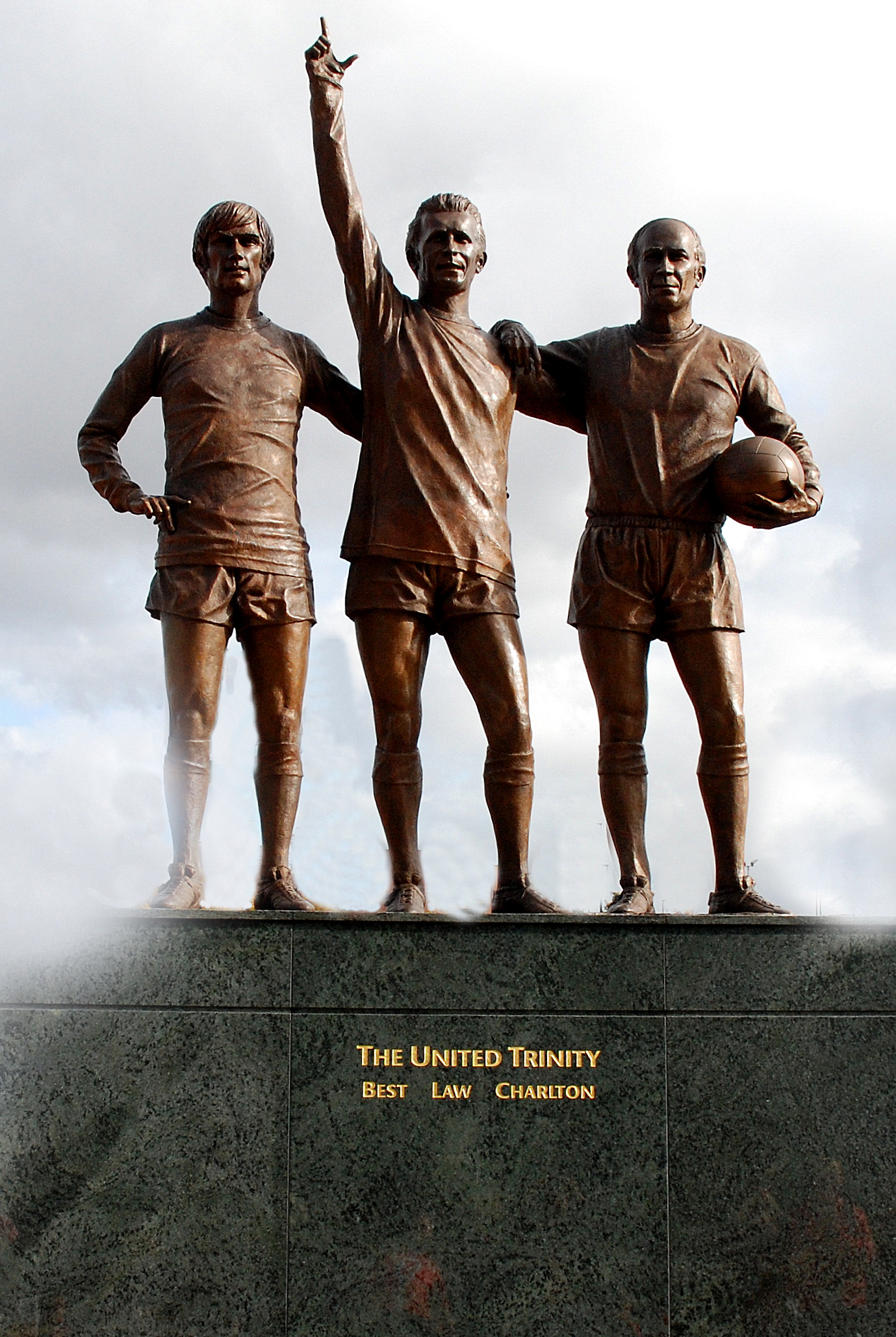
Entre as imagens de George Best e Bobby Charlton na estátua da "Santíssima Trindade", na área externa do estádio Old Trafford

O negócio com o Manchester United, pactuado em 110 mil libras, foi o suficiente para fazer de Law o jogador mais caro do futebol inglês naquele momento. Em sua estreia, marcou seu primeiro gol em apenas sete minutos, contra o West Bromwich Albion. Na primeira temporada, somou 29 gols em 44 jogos pelo campeonato inglês de 1962-63.
O United, porém, vivia entressafra na qual o novo clube brigou contra o rebaixamento - terminando em 19º embora pudesse ao mesmo tempo chegar à final da FA Cup, sendo de Law o solitário gol da classificação nas semifinais. Ele já havia se destacado na terceira fase da competição, com três gols em vitória de 5-0 sobre sua ex-equipe do Huddersfield Town.
O contexto fazia o próprio treinador Matt Busby atribuir favoritismo maior ao adversário, o Leicester City do goleiro Gordon Banks, equipe  que havia disputado seriamente o próprio título inglês e que, pelo campeonato, vencera por 4-3 os Red Devils apesar dos três gols de Law no duelo.  Na decisão da copa, porém, o United triunfou por 3–1, com Law abrindo o placar frente à equipe que havia desistido dele anos antes.
A conquista daquela FA Cup encerrou cinco anos de jejum do United e iniciou período glorioso dos Red Devils, que pelos cinco anos seguintes ganhariam dois títulos ingleses e a Liga dos Campeões da UEFA. Law, por sua vez, acabou convocado à seleção do Resto do Mundo para solene amistoso que festava os cem anos da Federação Inglesa. O ataque estrangeiro reunia o escocês junto a Alfredo Di Stéfano, Raymond Kopa, Eusébio (substituído por Ferenc Puskás) e Francisco Gento. Foi de Law o gol dos estrangeiros no duelo, realizado em 23 de outubro em Wembley; empatou provisoriamente contra a Inglaterra, depois vencedora por 2–1 sobre a seleção que também teve Lev Yashin, Djalma Santos e Josef Masopust. Law considera aquele momento como o que mais lhe deu orgulho em toda a carreira; o ineditismo da seleção do Resto do Mundo e a efeméride dos cem anos trouxeram repercussão imensa à partida, chamado de "jogo do século", cuja exibição destacada do goleiro Yashin (substituído com a partida ainda sem gols) ajudaria o soviético a vencer a Bola de Ouro por 1963.
Com o título da FA Cup, o Manchester United disputou a Recopa Europeia de 1963–64, na qual Law chegou a marcar três gols duas vezes em um só jogo - primeiramente, em 6-1 sobre o Willem II Tilburg e, adiante, em triunfo de 4–1 pelo jogo da ida das quartas-de-final com o Sporting. Todavia, a equipe portuguesa conseguiu vitória por 5–0 em Lisboa e avançou, sagrando-se adiante campeã. Por outro lado, foi a temporada em que o trio de Law com Bobby Charlton e George Best atuou junto pela primeira vez, em triunfo de 4–1 (com gols dos três) em 18 de janeiro de 1964 sobre o West Bromwich Albion.
Pessoalmente, Law estabeleceu naquela temporada um recorde de 46 gols pelo Manchester United (sendo trinta gols em trinta partidas pelo campeonato inglês), já desconsiderados jogos amistosos - números que só ficariam perto de superados por Cristiano Ronaldo, autor de 42 na de 2007-08. Law, assim, recebeu a Bola de Ouro da France Football como melhor jogador europeu de 1964, liderando pódio com Luis Suárez e Amancio Amaro, espanhóis que haviam vencido a Eurocopa daquele ano.
A premiação de Law também decorreu de seu início na temporada de 1964-65, a marcar o primeiro título inglês do United desde o desastre aéreo de Munique sofrido em 1958. Naquela campanha simbólica, Law contribuiu com 28 gols em 36 partidas pela liga inglesa, ainda que revisionismo adotado em 2015 pela revista France Football reconhecesse que Pelé seria o contemplado caso a premiação ainda não fosse restrita ao futebol europeu. Em paralelo, uma lesão no joelho pela seleção escocesa (contra a Polônia) lhe custaria continuidade; seria a primeira de uma série de lesões na região.
O clube voltou a ser campeão inglês no torneio de 1966–67, ainda na antepenúltima rodada. Mesmo como visitante, os Red Devils venceram por 6–1 o West Ham United, cujo único gol só veio após Law já ter feito o sexto dos mancunianos. O jogo atraiu o maior público que o antigo estádio do West Ham recebera desde a Segunda Guerra Mundial. Naquela temporada, Law contribuiu com 25 gols em 38 jogos.
Essa conquista também permitiu a participação do United na vitoriosa Liga dos Campeões da UEFA de 1967–68. Law, contudo, só pôde participar da reta inicial da campanha campeã — como os dois gols em goleada por 4–0 sobre o Hibernians, de Malta; uma lesão lhe obrigou a operar o joelho  e lhe impediria de estar nas semifinais e na decisão, acompanhada por ele diretamente do hospital. Os colegas terminaram por visitar-lhe no leito, levando a taça consigo.
Na ocasião do Mundial Interclubes de 1968, porém, Law já vinha recobrando a fase artilheira. Sua atuação na Argentina teve diferentes interpretações: a mídia local o descreveu como apático em La Bombonera, em noite em que todos os astros britânicos teriam decepcionado, ao passo que a inglesa teria relatado que sofrera até puxões de cabelo - embora em notas também criticadas por distorções sensacionalistas. O Estudiantes de La Plata vencera por 1–0 e acabou campeão ao saber segurar na Inglaterra empate em 1–1 em noite na qual vencia até o minuto final; na revanche, Law acabou lesionando-se em choque contra o goleiro Alberto Poletti, precisando ser substituído.
Já na Liga dos Campeões de 1968–69, Law chegou a marcar quatro gols em uma só partida, no triunfo de 7-1 sobre o Waterford United, da Irlanda, pela primeira fase. Com nove gols, terminou como artilheiro daquela edição do certame. O United, por sua vez, foi eliminado nas semifinais pelo futuro campeão, o Milan, sob polêmicas envolvendo Law: o escocês seguiu por décadas reclamando de um gol seu irregularmente invalidado, que teria forçado uma prorrogação em Old Trafford (os italianos haviam vencido por 2–0 em Milão e avançaram por perderem por apenas 1–0 em Manchester), embora também não fosse expulso após agressão sua a Roberto Rosato arrancar dois dentes do adversário.
Sinais de decadência vieram no início dos anos 1970, no United e em Law, que passou a sofrer com problemas no joelho - chegando a perder parte substancial da temporada 1969-70, embora ainda pudesse ser quase decisivo em dérbi de Manchester válido pelas semifinais da Copa da Liga Inglesa: completou com oportunismo após rebatida em arremate de George Best para virar o placar para 2–1 em Old Trafford. Contudo, o Manchester City, que havia vencido o duelo de ida em Maine Road precisamente por 2–1, conseguiu empatar e classificar-se (sendo, adiante, campeão).

### Retorno ao Manchester City
Avaliado como jogador já no ocaso da carreira, terminou dispensado pelo Manchester United ao final da temporada 1972–73. Law acertou um retorno ao Manchester City para que sua família pudesse seguir vivendo em Manchester, onde se via estruturada. A temporada seguinte acabou como a última da carreira e terminou de modo famoso: a última rodada do campeonato inglês foi um dérbi de Manchester histórico, no qual o United corria risco de rebaixamento. Law, de calcanhar, marcou o único gol do clássico, sem comemorar.
O gol ganhou ares icônicos, mas não foi responsável por rebaixar diretamente o United, fato sempre ressaltado em posteriores entrevistas dadas por Law - o ex-clube, diante de resultados dos concorrentes em jogos paralelos da rodada (vitória do Birmingham City sobre o Norwich City e empate do West Ham United com o Liverpool), seria rebaixado independentemente do resultado do dérbi. Ao todo, foram doze gols em 29 jogos em seu regresso ao City. Ele inicialmente integrou o elenco dos Sky Blues para a temporada seguinte, mas, descontente com a reserva, optou por parar de jogar.

## Seleção Nacional
Recebeu sua primeira convocação para a Seleção Escocesa em 1958, já após a Copa do Mundo daquele ano. A convocação foi feita por Matt Busby, que seria seu treinador posteriormente no Manchester United.
Seu maior momento com a Escócia foi em 1967. Em vitória de grande significado nacional para os escoceses, embora pouco considerada externamente, Law marcou o primeiro gol na vitória por 3–2 sobre a campeã do mundo Inglaterra em Wembley — resultado que fez os escoceses se autoproclamarem os novos campeões do mundo, em disputa oficiosa.
Law deixou para encerrar definitivamente a carreira após a Copa do Mundo de 1974, realizada ao fim de sua derradeira temporada (a de 1973/74, quando jogou pelo Manchester City), no que foi o primeiro mundial para o qual conseguiu classificar-se com a Escócia. Law, aos 34 anos, jogou apenas contra o Zaire, na vitória por 2–0, ficando de fora dos empates contra Brasil e Iugoslávia.
Apesar da seleção chegar bastante credenciada ao Mundial, em elenco que reunia destacados nomes de Kenny Dalglish, Billy Bremner, Joe Jordan e Peter Lorimer junto a Law, o Tartan Army terminou eliminado na primeira fase, mesmo que sem perder.

## Homenagens
Vivendo por muito tempo nos arredores de Manchester mesmo após parar de jogar, foi homenageado pelo Manchester United com uma estátua na fachada do estádio de Old Trafford, entre seus ex-companheiros George Best e Bobby Charlton. E, mesmo sem nunca ter atuado por clubes da Escócia, seus 30 gols em 55 jogos pela Seleção Escocesa e os anos de glória em Manchester renderam a Law o título de melhor jogador escocês dos 50 anos da UEFA, nos Prêmios do Jubileu da entidade.
Law ttambém inspirou os pais do astro neerlandês Dennis Bergkamp a escolherem o nome Dennis ao filho.

## Morte
Denis Law morreu no dia 17 de janeiro de 2025, aos 84 anos. O ex-jogador havia sido diagnosticado em 2021 com mal de Alzheimer e demência vascular. Recebeu condolências não apenas do Manchester United, mas também dos rivais Liverpool e Manchester City.

## Títulos
Manchester United
- Copa da Inglaterra: 1962–63
- Campeonato Inglês: 1964–65 e 1966–67
- Supercopa da Inglaterra: 1965 e 1967
- Liga dos Campeões da UEFA: 1967–68

Seleção Escocesa
- British Home Championship: 1959–60, 1961–62, 1962–63, 1963–64, 1966–67, 1969–70, 1971–72 e 1973–74

### Prêmios individuais
- Ballon d'Or: 1964
- Artilheiro da Liga dos Campeões da UEFA: 1968–69